# Noriyuki Makihara Clip Collection 2007-2010
『Noriyuki Makihara Clip Collection 2007-2010』（ノリユキ マキハラ クリップ コレクション 2007-2010）は、槇原敬之13作目の映像作品。2011年9月28日にJ-moreから発売。

## 概要
槇原が2007年から2010年11月29日に独自レーベルBuppuレーベル設立まで在籍していたJ-more時代のMVを収録したミュージック・ビデオ集。収録曲6曲。「君の後ろ姿」は2バージョン収録。プロモーション活動はほぼ皆無で、槇原公式HP発売前に発売予定が1回報告されたのみでジャケットも公開されなかった。

## 収録内容
全曲作詞・作曲・編曲　槇原敬之
1. GREEN DAYS
36枚目シングル。
ドラマ『牛に願いを Love&Farm』主題歌。
この曲で『第58回NHK紅白歌合戦』に16年ぶりに出場した。
2. 赤いマフラー
37枚目シングル。
アルバム『悲しみなんて何の役にも立たないと思っていた。』からのリカット。
テレビ東京系『お茶の間の真実・もしかして私だけ!?』エンディングテーマ。
3. Firefly～僕は生きていく
38枚目シングル。
映画『KIDS』主題歌。
4. WE LOVE YOU.
39枚目シングル。
TBS系『日立 世界・ふしぎ発見!』エンディングテーマ。
5. 君の後ろ姿~100人の後ろ姿ver.
アルバム『Personal Soundtracks』収録曲。
投稿写真をもとに作られたMV。花王『アタック』CMソング。
6. 君の後ろ姿
5曲目の通常MV。
7. 夜空にピース
アルバム『不安の中に手を突っ込んで』収録曲。
メ〜テレ『キングコングのあるコトないコト』エンディングテーマ。

## ミュージック・ビデオ制作スタッフ
- 1.の制作は「OKNACK」、
- 2.4.6.7.の制作は「空」、
- 3.の制作は「amana」、
- 5.の制作は「エキサイト」と「空」が担当。